# Karl Reinhardt (matemático)
Karl August Reinhardt (27 de enero de 1895 - 27 de abril de 1941) fue un matemático alemán cuya investigación se centró en la geometría, incluidos los polígonos y los teselados. Resolvió una de las partes del decimoctavo problema de Hilbert, y es el homónimo de los polígonos de Reinhardt.

## Semblanza
Reinardt nació en 1895 en Fráncfort del Meno, descendiente de ganaderos y agricultores. Uno de sus amigos de la infancia fue el matemático Wilhelm Süss. Después de estudiar en el liceo de su ciudad natal, se convirtió en estudiante de la Universidad de Marburgo en 1913, antes de que la Primera Guerra Mundial interrumpiera sus estudios. Durante la guerra, se convirtió en soldado, profesor de secundaria y asistente del matemático David Hilbert en la Universidad de Gotinga.
Completó su doctorado en la Universidad Johann Wolfgang Goethe en 1918. Su disertación, "Über die Zerlegung der Ebene in Polygone", se refería a los teselados del plano y fue supervisada por Ludwig Bieberbach. Comenzó a trabajar como profesor de secundaria mientras trabajaba en su habilitación con Bieberbach, que completó en 1921; con un trabajo titulado "Über Abbildungen durch analytische Funktionen zweier Veränderlicher", que se refería al análisis funcional.
Bieberbach se mudó a Berlín en 1921, tomando a Süss como asistente. Dejaron a Reinhardt en Fráncfort, con dos trabajos como profesor de secundaria y profesor de la universidad. En 1924 se trasladó a la Universidad de Greifswald como profesor extraordinario, bajo la dirección de Johann Radon, donde dispuso de un sueldo suficiente para mantenerse sin un segundo trabajo, lo que le dio más tiempo para investigar. Se convirtió en profesor ordinario en Greifswald en 1928.
Permaneció en Greifswald durante el resto de su carrera, "con un historial de investigación sobresaliente y una gran reputación como un maestro excelente y atento". Sin embargo, a pesar de su posición económicamente desahogada, su salud era mala y murió en Berlín el 27 de abril de 1941, a los 46 años de edad.

## Contribuciones
En su tesis doctoral, Reinhardt descubrió los cinco teselados pentagonales transitivos de un recubrimiento. En un artículo de 1922, "Extremale Polygone gegebenen Durchmessers", resolvió el extraño caso del problema del mayor polígono pequeño, y encontró los polígonos de Reinhardt, polígonos equiláteros inscritos en polígonos de Reuleaux que resuelven varios problemas de optimización.
Durante mucho tiempo había estado interesado en el decimoctavo problema de Hilbert, un interés compartido con Bieberbach, quien en 1911 había resuelto una parte del problema ideando la clasificación de grupos espaciales. Una segunda parte del problema requería un teselado del espacio euclídeo por un mosaico que no fuese la región fundamental de ningún grupo. En un artículo de 1928, "Zur Zerlegung der euklidischen Räume in kongeuente Polytope", Reinhardt resolvió esta parte encontrando un ejemplo de tal teselado. En un desarrollo posterior, Heinrich Heesch demostró en 1935 que existen teselaciones con esta propiedad incluso en el plano bidimensional.
En otra de sus obras, Über die dichteste gitterförmige Lagerung kongruenter Bereiche in der Ebene und eine besondere Art konvexer Kurven de 1934, construyó el octágono suavizado y conjeturó que, entre todas las formas convexas centralmente simétricas en el plano, es la única con la densidad de empaquetamiento máxima más baja. Aunque la densidad de empaquetamiento de esta forma es peor que la densidad del empaquetamiento de círculos, la conjetura de Reinhardt de que es la peor posible sigue sin resolverse.
Reinhardt también publicó un libro de texto, "Methodische Einfuhrung in die Hohere Mathematik" (1934). En él presentó el cálculo infinitesimal en un formato inverso a la presentación habitual, con áreas bajo curvas (integrales) antes que las pendientes de las curvas (derivadas), basándose en su teoría de que el material sería más fácil de aprender en este orden.